# Liste des députés européens de France de la 8e législature
Cet article présente la liste des 74 députés européens de France de la 8e législature (2014-2019).

## Répartition partisane
| Groupe            | Groupe                                      | Groupe                                                                             | Sièges  | Liste d'élection                        | Parti                       | Parti                                              | Parti européen | Parti européen | Sièges |
| ----------------- | ------------------------------------------- | ---------------------------------------------------------------------------------- | ------- | --------------------------------------- | --------------------------- | -------------------------------------------------- | -------------- | -------------- | ------ |
|                   |                                             | Groupe du Parti populaire européen (PPE)                                           | 20 / 74 | Listes « UMP »                          |                             | Les Républicains (LR)                              |                | PPE            | 15     |
|                   | Divers droite (DVD)                         | Groupe du Parti populaire européen (PPE)                                           | 20 / 74 | Listes « UMP »                          |                             | PPE,                                               | 2              |                |        |
|                   | Agir                                        | Groupe du Parti populaire européen (PPE)                                           | 20 / 74 | Listes « UMP »                          |                             | PPE,                                               | 2              |                |        |
|                   | Le Rassemblement (LR)                       | Groupe du Parti populaire européen (PPE)                                           | 20 / 74 | Listes « UMP »                          |                             | PPE                                                | 1              |                |        |
|                   |                                             | Europe des nations et des libertés (ENL)                                           | 15 / 74 | Listes « FN-RBM »                       |                             | Rassemblement national (RN)                        |                | MENL           | 14     |
|                   | Divers extrême droite (DXD)                 | Europe des nations et des libertés (ENL)                                           | 15 / 74 | Listes « FN-RBM »                       |                             | Aucun                                              | 1              |                |        |
|                   |                                             | Alliance progressiste des socialistes et démocrates (S&D)                          | 12 / 74 | Listes « PS-PRG »                       |                             | Parti socialiste (PS)                              |                | PSE            | 7      |
|                   | Génération.s (G.s)                          | Alliance progressiste des socialistes et démocrates (S&D)                          | 12 / 74 | Listes « PS-PRG »                       |                             | Aucun                                              | 3              |                |        |
|                   | La République en marche (LREM)              | Alliance progressiste des socialistes et démocrates (S&D)                          | 12 / 74 | Listes « PS-PRG »                       |                             | Aucun                                              | 1              |                |        |
|                   | Les Radicaux de gauche (RDG)                | Alliance progressiste des socialistes et démocrates (S&D)                          | 12 / 74 | Listes « PS-PRG »                       |                             | PSE                                                | 1              |                |        |
|                   |                                             | Alliance des démocrates et des libéraux pour l'Europe (ADLE)                       | 7 / 74  | Listes « L’Alternative - UDI-MoDem »    |                             | Mouvement démocrate (MoDem)                        |                | PDE            | 2      |
|                   | Mouvement radical, social et libéral (MRSL) | Alliance des démocrates et des libéraux pour l'Europe (ADLE)                       | 7 / 74  | Listes « L’Alternative - UDI-MoDem »    |                             | ALDE,                                              | 2              |                |        |
|                   | Union des démocrates et indépendants (UDI)  | Alliance des démocrates et des libéraux pour l'Europe (ADLE)                       | 7 / 74  | Listes « L’Alternative - UDI-MoDem »    |                             | ALDE,                                              | 1              |                |        |
|                   | La République en marche (LREM)              | Alliance des démocrates et des libéraux pour l'Europe (ADLE)                       | 7 / 74  | Listes « L’Alternative - UDI-MoDem »    |                             | ALDE,                                              | 1              |                |        |
|                   | Génération citoyens (GC)                    | Alliance des démocrates et des libéraux pour l'Europe (ADLE)                       | 7 / 74  | Listes « L’Alternative - UDI-MoDem »    |                             | Aucun                                              | 1              |                |        |
|                   |                                             | Verts/Alliance libre européenne (Verts/ALE)                                        | 6 / 74  | Listes « EÉLV »                         |                             | Europe Écologie Les Verts (EÉLV)                   |                | PVE            | 5      |
|                   | Divers écologiste (DVE)                     | Verts/Alliance libre européenne (Verts/ALE)                                        | 6 / 74  | Listes « EÉLV »                         |                             | PVE                                                | 1              |                |        |
|                   |                                             | Europe de la liberté et de la démocratie directe (ELDD)                            | 7 / 74  | Listes « FN-RBM »                       |                             | Les Patriotes (LP)                                 |                | Aucun          | 2      |
|                   | Debout la France (DLF)                      | Europe de la liberté et de la démocratie directe (ELDD)                            | 7 / 74  | Listes « FN-RBM »                       |                             | ADDE                                               | 1              |                |        |
|                   | Parti chrétien-démocrate (PCD)              | Europe de la liberté et de la démocratie directe (ELDD)                            | 7 / 74  | Listes « FN-RBM »                       |                             | MPCE                                               | 1              |                |        |
|                   | Les Français libres (LFL)                   | Europe de la liberté et de la démocratie directe (ELDD)                            | 7 / 74  | Listes « FN-RBM »                       |                             | Aucun                                              | 1              |                |        |
|                   | Divers extrême droite (DXD)                 | Europe de la liberté et de la démocratie directe (ELDD)                            | 7 / 74  | Listes « FN-RBM »                       |                             | Aucun                                              | 1              |                |        |
|                   |                                             | Groupe confédéral de la Gauche unitaire européenne/Gauche verte nordique (GUE/NGL) | 5 / 74  | Listes « FDG-UO »                       |                             | Front de gauche-Parti communiste français (PCF-FG) |                | PGE            | 2      |
|                   | Front de gauche (FG)                        | Groupe confédéral de la Gauche unitaire européenne/Gauche verte nordique (GUE/NGL) | 5 / 74  | Listes « FDG-UO »                       |                             | PGE                                                | 1              |                |        |
|                   | La France insoumise (LFI)                   | Groupe confédéral de la Gauche unitaire européenne/Gauche verte nordique (GUE/NGL) | 5 / 74  | Listes « FDG-UO »                       |                             | PGE                                                | 1              |                |        |
| Listes « PS-PRG » |                                             | Groupe confédéral de la Gauche unitaire européenne/Gauche verte nordique (GUE/NGL) | 5 / 74  | Gauche républicaine et socialiste (GRS) |                             | Aucun                                              | 1              |                |        |
|                   | Non-inscrits                                | Non-inscrits (NI)                                                                  | 3 / 74  | Listes « FN-RBM »                       |                             | Rassemblement national (RN)                        |                | Aucun          | 1      |
|                   | Non-inscrits                                | Non-inscrits (NI)                                                                  | 3 / 74  | Listes « FN-RBM »                       | Comités Jeanne (CJ)         |                                                    | APL            | 1              |        |
|                   | Non-inscrits                                | Non-inscrits (NI)                                                                  | 3 / 74  | Listes « FN-RBM »                       | Divers extrême droite (DXD) |                                                    | Aucun          | 1              |        |

## Liste des députés européens
| Nom                                   | Circonscription       | Parti | Parti                                                                                                 | Liste                                      | Groupe parlementaire européen | Groupe parlementaire européen                                                                                             | Portrait |
| ------------------------------------- | --------------------- | ----- | --- | ------------------------------------------ | ----------------------------- | --- | -------- |
| Michèle Alliot-Marie                  | Sud-Ouest             |       | UMP (jusqu'en mai 2015) LR (depuis mai 2015)                                                          | Union pour un mouvement populaire          |                               | PPE |          |
| Éric Andrieu                          | Sud-Ouest             |       | PS | Parti socialiste - Parti radical de gauche |                               | S&D |          |
| Marie-Christine Arnautu               | Sud-Est               |       | FN | Front national - Rassemblement bleu Marine |                               | NI (jusqu'au 14 juin 2015) ENL (depuis le 15 juin 2015)                                                                   |          |
| Jean Arthuis                          | Ouest                 |       | AC | L'Alternative                              |                               | ADLE |          |
| Guillaume Balas                       | Île-de-France         |       | PS (jusqu'en novembre 2017) G.s (depuis novembre 2017)                                                | Parti socialiste - Parti radical de gauche |                               | S&D |          |
| Nicolas Bay                           | Nord-Ouest            |       | FN | Front national - Rassemblement bleu Marine |                               | NI (jusqu'au 14 juin 2015) ENL (depuis le 15 juin 2015)                                                                   |          |
| Pervenche Berès                       | Île-de-France         |       | PS | Parti socialiste - Parti radical de gauche |                               | S&D |          |
| Joëlle Bergeron                       | Ouest                 |       | FN (jusqu'en juin 2014) SE (juin 2014-mai 2019) PCD (depuis mai 2019)                                 | Front national - Rassemblement bleu Marine |                               | ELDD |          |
| Dominique Bilde                       | Est                   |       | FN | Front national - Rassemblement bleu Marine |                               | NI (jusqu'au 14 juin 2015) ENL (depuis le du 15 juin 2015)                                                                |          |
| Marie-Christine Boutonnet             | Île-de-France         |       | FN | Front national - Rassemblement bleu Marine |                               | NI (jusqu'au 14 juin 2015) ENL (depuis le 15 juin 2015)                                                                   |          |
| José Bové                             | Sud-Ouest             |       | EÉLV                                                                                                  | Europe Écologie                            |                               | Verts/ALE |          |
| Steeve Briois                         | Nord-Ouest            |       | FN | Front national - Rassemblement bleu Marine |                               | NI (jusqu'au 14 juin 2015) ENL (depuis le du 15 juin 2015)                                                                |          |
| Alain Cadec                           | Ouest                 |       | UMP (jusqu'en mai 2015) LR (depuis mai 2015)                                                          | Union pour un mouvement populaire          |                               | PPE |          |
| Jean-Marie Cavada                     | Île-de-France         |       | UDI - NC (jusqu'en janvier 2015) Nous Citoyens (janvier 2015 - juillet 2015) GC (depuis juillet 2015) | L'Alternative                              |                               | ADLE |          |
| Aymeric Chauprade                     | Île-de-France         |       | FN (jusqu'en novembre 2015) Les Français libres (depuis novembre 2015)                                | Front national - Rassemblement bleu Marine |                               | NI (jusqu'au 24 juin 2015) ENL (25 juin 2015 - 10 novembre 2015) NI (depuis le 11 novembre 2015) ELDD (depuis avril 2018) |          |
| Jacques Colombier                     | Sud-Ouest             |       | FN | Front national - Rassemblement bleu Marine |                               | ENL |          |
| Thierry Cornillet                     | Sud-Est               |       | UDI-PR (jusqu'au 9 décembre 2017) MRSL (depuis le 9 décembre 2017)                                    | L'Alternative                              |                               | ADLE |          |
| Arnaud Danjean                        | Est                   |       | UMP (jusqu'en mai 2015) LR (depuis mai 2015)                                                          | Union pour un mouvement populaire          |                               | PPE |          |
| Michel Dantin                         | Sud-Est               |       | UMP (jusqu'en mai 2015) LR (depuis mai 2015)                                                          | Union pour un mouvement populaire          |                               | PPE |          |
| Rachida Dati                          | Île-de-France         |       | UMP (jusqu'en mai 2015) LR (depuis mai 2015)                                                          | Union pour un mouvement populaire          |                               | PPE |          |
| Angélique Delahaye                    | Massif central-Centre |       | UMP (jusqu'en mai 2015) LR (depuis mai 2015)                                                          | Union pour un mouvement populaire          |                               | PPE |          |
| Karima Delli                          | Nord-Ouest            |       | EÉLV                                                                                                  | Europe Écologie                            |                               | Verts/ALE |          |
| Geoffroy Didier                       | Île-de-France         |       | LR | Union pour un mouvement populaire          |                               | PPE |          |
| Pascal Durand                         | Île-de-France         |       | EÉLV (jusqu'en février 2016) Divers écologiste (depuis février 2016)                                  | Europe Écologie                            |                               | Verts/ALE |          |
| Karine Gloanec Maurin                 | Massif central-Centre |       | PS | Parti socialiste - Parti radical de gauche |                               | S&D |          |
| Sylvie Goddyn                         | Nord-Ouest            |       | FN (jusqu'en octobre 2018) DXD (depuis octobre 2018)                                                  | Front national - Rassemblement bleu Marine |                               | NI (jusqu'au 14 juin 2015) ENL (du 15 juin 2015 au 19 octobre 2018) ELDD (depuis le 19 octobre 2018)                      |          |
| Bruno Gollnisch                       | Sud-Est               |       | FN | Front national - Rassemblement bleu Marine |                               | NI |          |
| Nathalie Griesbeck                    | Est                   |       | MoDem                                                                                                 | L'Alternative                              |                               | ADLE |          |
| Françoise Grossetête                  | Sud-Est               |       | UMP (jusqu'en mai 2015) LR (depuis mai 2015)                                                          | Union pour un mouvement populaire          |                               | PPE |          |
| Sylvie Guillaume                      | Sud-Est               |       | PS | Parti socialiste - Parti radical de gauche |                               | S&D |          |
| Brice Hortefeux                       | Massif central-Centre |       | UMP (jusqu'en mai 2015) LR (depuis mai 2015)                                                          | Union pour un mouvement populaire          |                               | PPE |          |
| Yannick Jadot                         | Ouest                 |       | EÉLV                                                                                                  | Europe Écologie                            |                               | Verts/ALE |          |
| Jean-François Jalkh                   | Est                   |       | FN | Front national - Rassemblement bleu Marine |                               | NI (jusqu'au 14 juin 2015) ENL (depuis le du 15 juin 2015)                                                                |          |
| France Jamet                          | Sud-Ouest             |       | FN | Front national - Rassemblement bleu Marine |                               | ENL |          |
| Eva Joly                              | Île-de-France         |       | EÉLV                                                                                                  | Europe Écologie                            |                               | Verts/ALE |          |
| Marc Joulaud                          | Ouest                 |       | UMP (jusqu'en mai 2015) LR (depuis mai 2015)                                                          | Union pour un mouvement populaire          |                               | PPE |          |
| Philippe Juvin                        | Île-de-France         |       | UMP (jusqu'en mai 2015) LR (depuis mai 2015)                                                          | Union pour un mouvement populaire          |                               | PPE |          |
| Patricia Lalonde                      | Île-de-France         |       | UDI                                                                                                   | L'Alternative                              |                               | ADLE |          |
| Alain Lamassoure                      | Île-de-France         |       | UMP (jusqu'en mai 2015) LR (mai 2015 - octobre 2017) DVD (depuis octobre 2017)                        | Union pour un mouvement populaire          |                               | PPE |          |
| Jérôme Lavrilleux                     | Nord-Ouest            |       | UMP (jusqu'en octobre 2014) DVD (depuis octobre 2014)                                                 | Union pour un mouvement populaire          |                               | PPE |          |
| Patrick Le Hyaric                     | Île-de-France         |       | FG-PCF                                                                                                | Front de gauche                            |                               | GUE/NGL |          |
| Jean-Marie Le Pen                     | Sud-Est               |       | FN (jusqu'en 2015) Comités Jeanne (depuis mars 2016)                                                  | Front national - Rassemblement bleu Marine |                               | NI |          |
| Gilles Lebreton                       | Ouest                 |       | SIEL (jusqu'en novembre 2014) FN (depuis novembre 2014)                                               | Front national - Rassemblement bleu Marine |                               | NI (jusqu'au 14 juin 2015) ENL (depuis le 15 juin 2015)                                                                   |          |
| Christelle Lechevalier                | Nord-Ouest            |       | FN | Front national - Rassemblement bleu Marine |                               | ENL |          |
| Philippe Loiseau                      | Massif central-Centre |       | FN | Front national - Rassemblement bleu Marine |                               | NI (jusqu'au 14 juin 2015) ENL (depuis le 15 juin 2015)                                                                   |          |
| Louis-Joseph Manscour                 | Outre-Mer             |       | PS | Parti socialiste - Parti radical de gauche |                               | S&D |          |
| Dominique Martin                      | Sud-Est               |       | FN | Front national - Rassemblement bleu Marine |                               | NI (jusqu'au 14 juin 2015) ENL (depuis le 15 juin 2015)                                                                   |          |
| Édouard Martin                        | Est                   |       | PS (jusqu'en 2018) G.s (depuis 2018)                                                                  | Parti socialiste - Parti radical de gauche |                               | S&D |          |
| Emmanuel Maurel                       | Ouest                 |       | PS (jusqu'en 2018) GRS (depuis 2018)                                                                  | Parti socialiste - Parti radical de gauche |                               | S&D (de 2014 à 2018) GUE/NGL                                                                                              |          |
| Joëlle Mélin                          | Sud-Ouest             |       | FN | Front national - Rassemblement bleu Marine |                               | NI (jusqu'au 14 juin 2015) ENL (depuis le 15 juin 2015)                                                                   |          |
| Bernard Monot                         | Massif central-Centre |       | FN (jusqu'au 29 mai 2018) DLF (depuis le 31 mai 2018)                                                 | Front national - Rassemblement bleu Marine |                               | NI (jusqu'au 14 juin 2015) ENL (15 juin 2015-29 mai 2018) ELDD (depuis le 29 mai 2018)                                    |          |
| Sophie Montel                         | Est                   |       | FN (jusqu'au 21 septembre 2017) LP (de septembre 2017 à septembre 2018) DXD (depuis septembre 2018)   | Front national - Rassemblement bleu Marine |                               | NI (jusqu'au 14 juin 2015) ENL (15 juin 2015 - 3 octobre 2017) ELDD (d'octobre 2017 à septembre 2018) NI                  |          |
| Nadine Morano                         | Est                   |       | UMP (jusqu'en mai 2015) LR (depuis mai 2015)                                                          | Union pour un mouvement populaire          |                               | PPE |          |
| Élisabeth Morin-Chartier              | Ouest                 |       | UMP (jusqu'en mai 2015) LR (mai 2015 - février 2018) Agir (depuis février 2018)                       | Union pour un mouvement populaire          |                               | PPE |          |
| Renaud Muselier                       | Sud-Est               |       | UMP (jusqu'en mai 2015) LR (depuis mai 2015)                                                          | Union pour un mouvement populaire          |                               | PPE |          |
| Younous Omarjee                       | Outre-Mer             |       | SE (jusqu'en 2016) LFI (depuis 2016)                                                                  | Front de gauche - Union pour les Outremer  |                               | GUE/NGL |          |
| Mireille d'Ornano                     | Sud-Est               |       | FN (jusqu'au 25 septembre 2017) LP (depuis le 25 septembre 2017)                                      | Front national - Rassemblement bleu Marine |                               | NI (jusqu'au 14 juin 2015) ENL (15 juin 2015 - 3 octobre 2017) ELDD (depuis le 4 octobre 2017)                            |          |
| Gilles Pargneaux                      | Nord-Ouest            |       | PS (jusqu'au 5 octobre 2018) LREM (depuis le 5 octobre 2018)                                          | Parti socialiste - Parti radical de gauche |                               | S&D |          |
| Vincent Peillon                       | Sud-Est               |       | PS | Parti socialiste - Parti radical de gauche |                               | S&D |          |
| Florian Philippot                     | Est                   |       | FN (jusqu'au 21 septembre 2017) LP (depuis le 21 septembre 2017)                                      | Front national - Rassemblement bleu Marine |                               | NI (jusqu'au 14 juin 2015) ENL (15 juin 2015 - 3 octobre 2017) ELDD (depuis le 4 octobre 2017)                            |          |
| Maurice Ponga                         | Outre-Mer             |       | LR | Union pour un mouvement populaire          |                               | PPE |          |
| Franck Proust                         | Sud-Ouest             |       | UMP (jusqu'en mai 2015) LR (depuis mai 2015)                                                          | Union pour un mouvement populaire          |                               | PPE |          |
| Christine Revault d'Allonnes-Bonnefoy | Île-de-France         |       | PS | Parti socialiste - Parti radical de gauche |                               | S&D |          |
| Dominique Riquet                      | Nord-Ouest            |       | UDI-PR (jusqu'au 9 décembre 2017) MRSL (depuis le 9 novembre 2017)                                    | L'Alternative                              |                               | ADLE |          |
| Michèle Rivasi                        | Sud-Est               |       | EÉLV                                                                                                  | Europe Écologie                            |                               | Verts/ALE |          |
| Robert Rochefort                      | Sud-Ouest             |       | MoDem                                                                                                 | L'Alternative                              |                               | ADLE |          |
| Virginie Rozière                      | Sud-Ouest             |       | PRG (jusqu’au 9 décembre 2017) LRDG (à partir du 9 décembre 2017)                                     | Parti socialiste - Parti radical de gauche |                               | S&D |          |
| Tokia Saïfi                           | Nord-Ouest            |       | UMP (jusqu'en mai 2015) LR (de mai 2015 à décembre 2017) Agir (depuis décembre 2017)                  | Union pour un mouvement populaire          |                               | PPE |          |
| Anne Sander                           | Est                   |       | UMP (jusqu'en mai 2015) LR (depuis mai 2015)                                                          | Union pour un mouvement populaire          |                               | PPE |          |
| Jean-Luc Schaffhauser                 | Île-de-France         |       | DXD                                                                                                   | Front national - Rassemblement bleu Marine |                               | NI (jusqu'au 14 juin 2015) ENL (depuis le 15 juin 2015)                                                                   |          |
| Isabelle Thomas                       | Ouest                 |       | PS (jusqu'en novembre 2017) G.s (depuis novembre 2017)                                                | Parti socialiste - Parti radical de gauche |                               | S&D |          |
| Mylène Troszczynski                   | Nord-Ouest            |       | FN | Front national - Rassemblement bleu Marine |                               | NI (jusqu'au 14 juin 2015) ENL (depuis le 15 juin 2015)                                                                   |          |
| Marie-Christine Vergiat               | Sud-Est               |       | FG | Front de gauche                            |                               | GUE/NGL |          |
| Marie-Pierre Vieu                     | Sud-Ouest             |       | FG-PCF                                                                                                | Front de gauche                            |                               | GUE/NGL |          |

## Élus ayant renoncé à siéger
| Nom             | Circonscription       | Parti | Parti | Liste                                      | Date et motif du renoncement | Remplaçant             | Parti | Parti |
| --------------- | --------------------- | ----- | ----- | ------------------------------------------ | --- | ---------------------- | ----- | ----- |
| Jeanne Pothain  | Massif central-Centre |       | FN    | Front national - Rassemblement bleu Marine | Juin 2014 : démissionne pour raison de santé, mais son absence durant la campagne favorise l'hypothèse selon laquelle elle aurait été forcée à démissionner afin de permettre à Philippe Loiseau de siéger. | Philippe Loiseau       |       | FN    |
| Franck Briffaut | Nord-Ouest            |       | FN    | Front national - Rassemblement bleu Marine | Juin 2017 : à la suite de l'élection de Marine Le Pen à l'Assemblée nationale, il aurait dû lui succéder mais a préféré se consacrer à ses mandats locaux.                                                  | Christelle Lechevalier |       | FN    |

## Députés démissionnaires en cours de mandat
| Nom                | Portrait | Circonscription       | Parti | Parti                                       | Liste                                      | Groupe parlementaire européen | Groupe parlementaire européen                             | Date et motif de la démission                                  | Remplaçant             | Parti | Parti    |
| ------------------ | -------- | --------------------- | ----- | ------------------------------------------- | ------------------------------------------ | ----------------------------- | --------------------------------------------------------- | -------------------------------------------------------------- | ---------------------- | ----- | -------- |
| Jean-Paul Denanot  |          | Massif central-Centre |       | PS                                          | Parti socialiste - Parti radical de gauche |                               | S&D                                                       | 10 juin 2018 : Démission                                       | Karine Gloanec Maurin  |       | PS       |
| Sylvie Goulard     |          | Sud-Est               |       | MoDem (jusqu'en 2017) LREM (depuis 2017)    | L'Alternative                              |                               | ADLE                                                      | 18 mai 2017 : Nommée ministre des Armées                       | Thierry Cornillet      |       | MRSL     |
| Marielle de Sarnez |          | Île-de-France         |       | MoDem                                       | L'Alternative                              |                               | ADLE                                                      | 18 mai 2017 : Nommée ministre chargée des Affaires européennes | Patricia Lalonde       |       | UDI      |
| Marine Le Pen      |          | Nord-Ouest            |       | FN                                          | Front national - Rassemblement bleu Marine |                               | NI (jusqu'au 14 juin 2015) ENL (à partir du 15 juin 2015) | 18 juin 2017 : Élue députée à l'Assemblée nationale            | Christelle Lechevalier |       | FN       |
| Jean-Luc Mélenchon |          | Sud-Ouest             |       | FG (PG) LFI (depuis février 2016)           | Front de gauche                            |                               | GUE/NGL                                                   | 18 juin 2017 : Élu député à l'Assemblée nationale              | Marie-Pierre Vieu      |       | FG (PCF) |
| Louis Aliot        |          | Sud-Ouest             |       | FN                                          | Front national - Rassemblement bleu Marine |                               | ENL (à partir du 15 juin 2015) NI (jusqu'au 14 juin 2015) | 20 juillet 2017 : Élu député à l'Assemblée nationale           | France Jamet           |       | FN       |
| Constance Le Grip  |          | Île-de-France         |       | UMP(jusqu'en mai 2015) LR (depuis mai 2015) | Union pour un mouvement populaire          |                               | PPE                                                       | 30 novembre 2017 : Élue députée à l'Assemblée nationale        | Geoffroy Didier        |       | LR       |
| Édouard Ferrand    |          | Sud-Ouest             |       | FN                                          | Front national - Rassemblement bleu Marine |                               | ENL                                                       | 1er février 2018 : Décès                                       | Jacques Colombier      |       | FN       |